# 호르헤 아이스코레타
호르헤 아이스코레타 후라도(스페인어: Jorge Aizkorreta Jurado, 1974년 2월 6일, 바스크 주 바라칼도 ~)는 스페인의 전직 축구 선수로, 현역 시절 골키퍼로 활약하였다.

## 축구 경력
비스카이아 도 바라칼도 출신인 아이스코레타는 17세에 아틀레틱 빌바오 유소년부에 입단했다. 세군다 디비시온의 2군 선수로 2년 동안 훌륭한 활약을 펼친 그는 1군의 후보 선수로 올라섰고, 처음이자 마지막 시즌에 8번의 공식 경기에 모두 출전했는데, 모두 라 리가 경기였고, 1995년 12월 3일, 2-1로 이긴 바야돌리드와의 안방 경기가 그의 첫 경기로, 빌바오는 그가 출전한 경기에서 총 8골 실점했다.
그 후, 아이스코레타는 로그로녜스로 이적해 1996-97 시즌에 대부분의 경기에 선발로 출전했지만, 소속 구단은 1부 리그에서 강등당했다. 라 리오하 연고 구단 소속으로 2부 리그에서 2년을 더 보낸 그는 2007년 은퇴하기 전까지 엑스트레마두라, 라싱 페롤, 그리고 엘체를 거쳐 은퇴했다.(발렌시아 연고 구단 소속으로 3년을 보내면서, 그는 리그 경기에서 막판 2년 동안 3경기 출전에 그쳤었다)
아이스코레타는 애틀랜타에서 열린 1996년 하계 올림픽에서 스페인 선수단의 일원으로 참가했으나 8강에서 탈락한 이 대회에서 한 경기도 출전하지 못했다.

## 수상

### 국가대표팀
스페인 U-21
- 유럽 U-21 선수권 대회 준우승: 1996[2]